# Pirâmide de Teti
Pirâmide de Teti é uma pirâmide situada em Sacará, no Egito. É historicamente a segunda pirâmide conhecida que contém textos de pirâmide. As escavações revelaram uma pirâmide satélite, duas pirâmides de rainhas acompanhadas por estruturas de culto e um templo funerário. A pirâmide foi aberta por Gaston Maspero, em 1882, e o complexo foi explorado durante várias campanhas entre 1907 e 1965. A preservação da estrutura é muito pobre e agora ela se assemelha a uma pequena colina. Abaixo do solo, no entanto, as câmaras e corredores estão muito bem preservados.

## Complexo funerário

Mapa do complexo funerário de Teti

O complexo funerário de Teti segue um modelo criado durante o reinado de Tanquerés, cujo arranjo é herdada dos complexos funerários de Abusir. Um templo no vale, agora perdido, provavelmente foi destruído na antiguidade devido ao local de um templo do Império Antigo dedicado a Anúbis ter sido construído lá. Um templo funerário mais conhecido e revelado por James Edward Quibell em 1906, está ligado ao templo do vale por uma ponte. O complexo de Teti também é comparável em muitos aspectos ao de Unas, que é o seu antecessor imediato. o templo de Teti tem um plano um pouco especial, no entanto, devido a um desvio da pista que, tradicionalmente, deveria estar localizada no eixo do templo, mas aqui é movida para sul.[carece de fontes?]